# قشرة أمام حركية
القشرة الأمام حركية هي منطقة من القشرة الحركية التي تقع داخل الفص الجبهي للدماغ وذلك أمام القشرة الحركية الأولية. وتحتل جزءًا من باحة برودمان السادسة. دُرست بشكل أساسي في الرئيسيات، بما في ذلك القرود والبشر. وظائف القشرة الأمام حركية متنوعة وغير مفهومة بالكامل. توجّه مباشرة إلى النخاع الشوكي وبالتالي قد يلعب دورًا في التحكم المباشر في السلوك، مع التركيز النسبي على عضلات الجذع في الجسم. قد تلعب أيضًا دورًا في التخطيط للحركة، وفي التوجيه المكاني للحركة، وفي التوجيه الحسي للحركة، وفي فهم تصرفات الآخرين، وفي استخدام قواعد مجردة لأداء مهام محددة. المناطق الفرعية المختلفة في القشرة الأمام حركية لها خصائص مختلفة وتؤكد على وظائف مختلفة. تسبب الإشارات العصبية المتولدة في القشرة الأمام حركية أنماط حركة أكثر تعقيدًا بكثير من الأنماط المنفصلة المتولدة في القشرة الحركية الأولية.

## البنية
تحتل القشرة الأمام حركية جزء من باحة برودمان السادسة الذي يقع على السطح الجانبي لنصف الكرة المخية. إن الامتداد الوسيط في الباحة السادسة، على سطح خط الوسط في نصف الكرة المخية، هو موقع القشرة الحركية الإضافية أو (اس ام آي).
يمكن تمييز القشرة الأمام حركية عن القشرة الحركية الأولية، بباحة برودمان الرابعة، من خلفها مباشرةً، بناءً على اثنين من العلامات التشريحية الرئيسية. أولًا، تحتوي القشرة الحركية الأولية على خلايا هرمية عملاقة تدعى خلايا بيتز في الطبقة الخامسة، في حين أن الخلايا الهرمية العملاقة تكون أقل انتشارًا وأصغر في القشرة الحركية الأولية. ثانيًا، القشرة الحركية الأولية غير المحببة: فهي تفتقر للطبقة الرابعة وتتميز بوجود خلايا حبيبية. القشرة الأمام حركية غير المحببة: تحتوي على طبقة رابعة باهتة.
يمكن تمييز القِشْرَةُ الأَمامَ حَرَكِيَّة عن باحة برودمان 46 في القشرة الأمام جبهية التي تقع أمامها مباشرةً، عن طريق وجود طبقة رابعة محببة كاملة التشكل في الباحة 46. وبالتالي تعد القشرة الأمام حركية تشريحيًا انتقال بين القشرة الحركية غير المحببة والمحببة، والطبقات الست من القشرة الأمام جبهية.
وقد قُسّمت القشرة الأمام حركية إلى مناطق فرعية أكثر دقة على أساس العمارة الخلوية أو الهندسة الخلوية (ظهور القشرة تحت المجهر)، والكيمياء السيتوستولوجية (الطريقة التي تظهر بها القشرة عندما تكون ملطخة بمواد كيميائية مختلفة)، والاتصال التشريحي لمناطق الدماغ الأخرى، والخصائص الفيزيولوجية. وهذه التقسيمات ملخصة أدناه في القشرة الأمام حركية.
وتتنوع إمكانية اتصال القشرة الأمام حركية، ويعود ذلك جزئيًا إلى أن القشرة الأمام حركية هي نفسها غير متجانسة، وإلى اختلاف الترابط بين المناطق الفرعية المختلفة. بصفة عامة، فإن القشرة الأمام حركية تحتوي على اتصال وارد قوي (المدخلات)، واتصال صادر (مخرجات) إلى القشرة الحركية الأولية، والباحة الحركية الإضافية، والقشرة الجدارية العلوية والسفلية، والقشرة الأمام جبهية. ومن الناحية تحت القشريّة، فإنها تُوجّه إلى النخاع الشوكي، والجسم المخطط، والمهاد الحركي بين الهياكل الأخرى.
تنقسم القشرة الأمام حركية بشكل عام إلى أربعة أقسام. أولًا، تُقسّم إلى قشرة علوية (أو ظهرية) أمام حركية وقشرة سفلية (أو بطنية) أمام حركية.
تُقسّم كل واحدة منها إلى منطقة أقرب لمقدمة الدماغ (قشرة أمام حركية منقارية) ومنطقة أقرب للخلف (قشرة أمام حركية ذيلية). يشيع استخدام مجموعة من الاختصارات:
بي ام دي آر (أمام حركي خلفي، منقاري)، بي ام دي سي (أمام حركي خلفي، ذيلي)، بي ام في آر (أمام حركي بطني، منقاري)، بي ام في سي (أمام حركي بطني، ذيلي).
يستخدم بعض الباحثين، وخاصةً أولئك الذين يدرسون الباحات الأمام حركية البطنية، مصطلحات مختلفة.
الحقل 7 يشير إلى (بي ام دي آر)؛ الحقل 2 = بي ام دي سي؛ الحقل 5 = بي ام في آر؛ الحقل 4 = بي ام في سي.
هذه التقسيمات الفرعية للقشرة الأمام حركية كانت في الأصل ولا تزال تُدرس في المقام الأول في دماغ القرد. ولكن لم يتضح بعد كيف قد تتطابق بالضبط مع مناطق من الدماغ البشري، أو ما إذا كان التنظيم في الدماغ البشري مختلف بعض الشيء.

### بي ام دي سي (الحقل 2)
(بي ام دي سي) غالبًا ما تتم دراستها فيما يتعلق بدورها في توجيه الوصول. الخلايا العصبية في (بي ام دي سي) تكون نشطة أثناء الوصول. عندما تُدرّب القرود على الوصول من موقع مركزي إلى مجموعة من المواقع المستهدفة، تكون الخلايا العصبية في (بي ام دي سي) نشطة أثناء التحضير للوصول وكذلك أثناء الوصول نفسه.
تُضبط على نطاق واسع، وتكون الاستجابة للوصول أفضل لاتجاه واحد وتكون أقل لاتجاهات مختلفة. وذكر أن التحفيز الكهربائي لمنطقة (بي ام دي سي) على مقياس زمني سلوكي يثير حركة معقدة من الكتف والذراع واليد تشبه الوصول إلى اليد المفتوحة استعدادًا للإمساك بشيء.

### بي ام دي آر (الحقل 7)
قد تشارك في تعلم ربط المنبهات الحسية الاعتباطية بحركات معينة أو تعلم قواعد الاستجابة الاعتباطية. في هذا المعنى، قد تشبه القشرة الأمام جبهية أكثر من غيرها من مناطق القشرة الحركية. قد يكون لها أيضًا بعض العلاقة بحركة العين. التحفيز الكهربائي في (بي ام دي آر) يمكن أن يثير حركات العين ويمكن تعديل النشاط العصبي في (بي ام دي آر) بحركة العين.

### بي ام في سي (الحقل 4)
غالبًا ما تُدرس (بي ام في سي) أو الحقل4 فيما يتعلق بدورها في التوجيه الحسي للحركة. الخلايا العصبية هنا تستجيب للمنبهات اللمسية، المحفزات البصرية، والمحفزات السمعية. هذه الخلايا العصبية حساسة بشكل خاص للأجسام الموجودة في الحيز المحيط بالجسم مباشرةً، فيما يسمى بحيز المحيط الشخصي. يؤدي التحفيز الكهربائي لهذه الخلايا العصبية إلى حركة دفاعية واضحة كما لو كانت تحمي سطح الجسم. قد تكون المنطقة الأمام حركية هذه جزءًا من دائرة أكبر للحفاظ على هامش السلامة حول الجسم وحركة التوجيه فيما يتعلق بالأشياء القريبة.

### بي ام في آر (الحقل 5)
غالبًا ما تُدرس (بي ام في آر) فيما يتعلق بدورها في تشكيل اليد أثناء الإمساك وفي التفاعلات بين اليد والفم. يثير التحفيز الكهربائي لبعض أجزاء من (بي ام في آر) على الأقل، عندما يُطبّق التحفيز على نطاق زمني سلوكي، تستحضر لحركة معقدة حيث تنتقل فيها اليد إلى الفم، وتغلق في قبضة، وتُوجه بحيث تواجه القبضة الفم، تدور العنق لمحاذاة الفم باليد، ويفتح الفم.
اكتُشفت الخلايا العصبية المرآتية لأول مرة في منطقة (الحقل 5) في دماغ القرد بواسطة ريزولاتي وزملاؤه. تنشط هذه الخلايا العصبية عندما يدرك القرد كائنًا. ومع ذلك فإن نفس الخلايا العصبية تصبح نشطة عندما يشاهد القرد أحد المختبرين وهو يمسك بشيء بنفس الطريقة، وبالتالي فإن الخلايا العصبية على حد سواء حسية وحركية.  يُقترح أن تكون الخلايا العصبية المرآتية أساسًا لفهم تصرفات الآخرين من خلال تقليد الإجراءات داخليًا باستخدام دوائر التحكم الحركية الخاصة.

## التاريخ
في أول عمل على القشرة الحركية، تعرف الباحثون على حقل قشري واحد فقط يشارك في التحكم بالحركات. كان كامبل في عام 1905 أول من اقترح أنه قد يكون هناك حقلان، القشرة الحركية (الأولية) والقشرة الحركية (الوسطى الأمام مركزية)، وكانت أسبابه تعتمد إلى حد كبير على الهندسة الخلوية أو (العمارة الخلوية). تحتوي القشرة الحركية الأولية على خلايا ذات أجسام خلايا عملاقة معروفة بخلايا بيتز: خلايا بيتز نادرة أو غائبة في القشرة المجاورة.

## اقرأ أيضاً
- قشرة حركية